# زالاسنت‌یاکاب
زالاسنت‌یاکاب (به مجاری:  Zalaszentjakab) یک شهرداری در مجارستان است که در زالا واقع شده‌است. زالاسنت‌یاکاب ۷٫۰۱ کیلومتر مربع مساحت و ۳۹۰ نفر جمعیت دارد.